# Stenolophus obesus
Stenolophus obesus är en skalbaggsart som beskrevs av Thomas Say 1823. Stenolophus obesus ingår i släktet Stenolophus och familjen jordlöpare. Inga underarter finns listade i Catalogue of Life.